# Raslinge
Die Raslinge oder Schwärzlinge sind eine Pilzgattung aus der Familie der Raslingsverwandten, von denen sich ohne Mikroskop nur die großen, fleischigen Arten bestimmen lassen. Ansonsten haben die Blätterpilze überwiegend eine mittlere bis kleinere Größe.
Die Arten mit großen, braunen Fruchtkörpern Büscheliger Rasling (Lyophyllum decastes) und Gepanzerter Rasling (Lyophyllum loricatum) werden als Speisepilze gesammelt. Sie können mit dem giftigen Riesen-Rötling (Entoloma sinuatum) verwechselt werden. Der Weiße Rasling wird inzwischen unter der Gattung Leucocybe geführt. Er galt lange Zeit als essbar, wurde dann zwischenzeitlich verdächtigt, teratogene Substanzen zu enthalten, die Tumoren auslösen können. Diese Einschätzung wurde mittlerweile revidiert und die Art zählt mittlerweile zu den Pilzen mit uneinheitlich beurteiltem
Speisewert. Die übrigen Gattungsvertreter sind selten oder ungenießbar und deshalb keine Speisepilze.

## Merkmale

### Makroskopische Merkmale
Die Fruchtkörper wachsen teils zu mehreren Exemplaren rasig oder büschelig. Der Hut ist halbkugelig bis gewölbt ausgebreitet, das Farbspektrum reicht von weiß über grau bis hin zu braun oder bläulich. Die Oberfläche schwärzt oder rötet. Das Fleisch hat eine feste, elastische bis ausgesprochen knorpelige Konsistenz und schwärzt oder rötet. Die weißlichen Lamellen sind ausgebuchtet am Stiel angewachsen oder laufen leicht daran herab. Bei einigen Arten färben sie auf Druck blau und/oder schwärzlich. Arten mit nicht schwärzenden Lamellen fruktifizieren meist büschelig oder besitzen gelbe Lamellen. Das Sporenpulver ist weiß. Der Stiel ist faserig und zum Teil schwärzend oder rötend.

### Mikroskopische Merkmale
Die Sporen sind glatt oder feinwarzig bis stachelig ornamentiert und inamyloid. Die Basidien sind karminophil, lassen sich also mit Karmesinrot anfärben. Die Raslinge besitzen keine Zystiden. An den Übergängen der Hyphenkompartimente befinden sich oft Schnallen.

## Gattungsabgrenzung
Eine sehr ähnliche Gattung sind die Schönköpfe (Calocybe), die oft gesellig, aber nicht büschelig wachsen und sich nicht schwärzlich verfärben. Die Holzraslinge (Hypsizygus) wurden früher zum Teil zu den Raslingen gezählt. Sie unterscheiden sich von den erdbewohnenden Raslingen darin, dass sie auf Holz wachsen. Die Graublätter oder Graublattrüblinge (Tephrocybe) wurden früher zu den Raslingen gezählt, aber vor einigen Jahren von diesen abgespalten. Es sind zumeist kleinere Arten mit grauen Lamellen. Einige Rötlinge (Entoloma) sind habituell sehr ähnlich, für Speisepilzsammler wäre vor allem  eine Verwechslung mit dem giftigen Riesen-Rötling (Entoloma sinuatum) fatal. Die Lamellen sind bei den Rötlingen zumindest bei älteren Exemplaren rosa bis rötlich gefärbt.

## Ökologie und Phänologie
Raslinge findet man in Wald, Wiese, Sumpf- und Bergwiese, im Sommer, vor allem im Herbst, teilweise bis in den Winter hinein, immer auf dem Erdboden wachsend. Die häufigeren Arten wachsen mit Vorliebe an Weg- und Waldrändern sowie in Parks.

## Arten

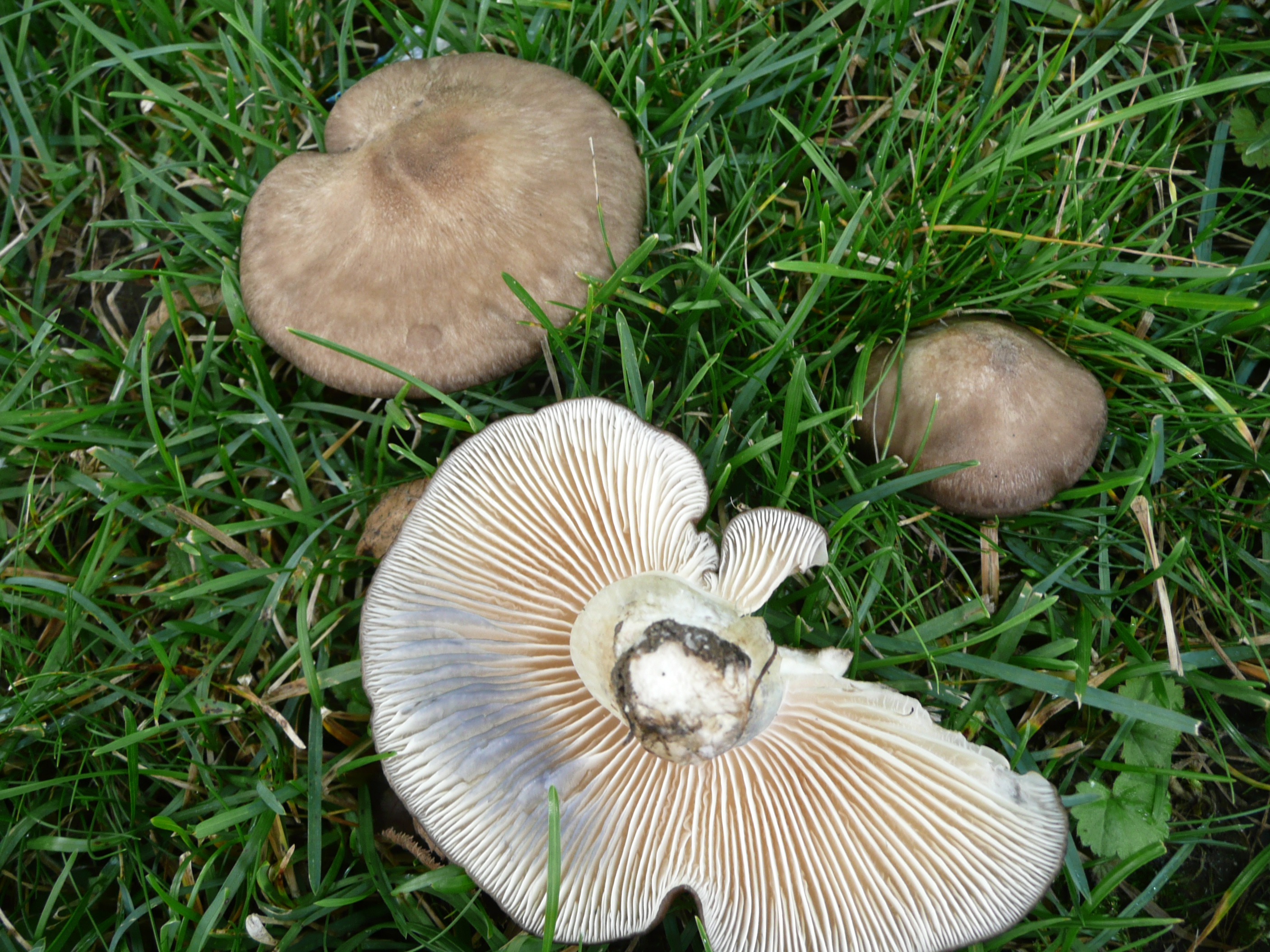
Dickblättriger Rasling Lyophyllum caerulescens
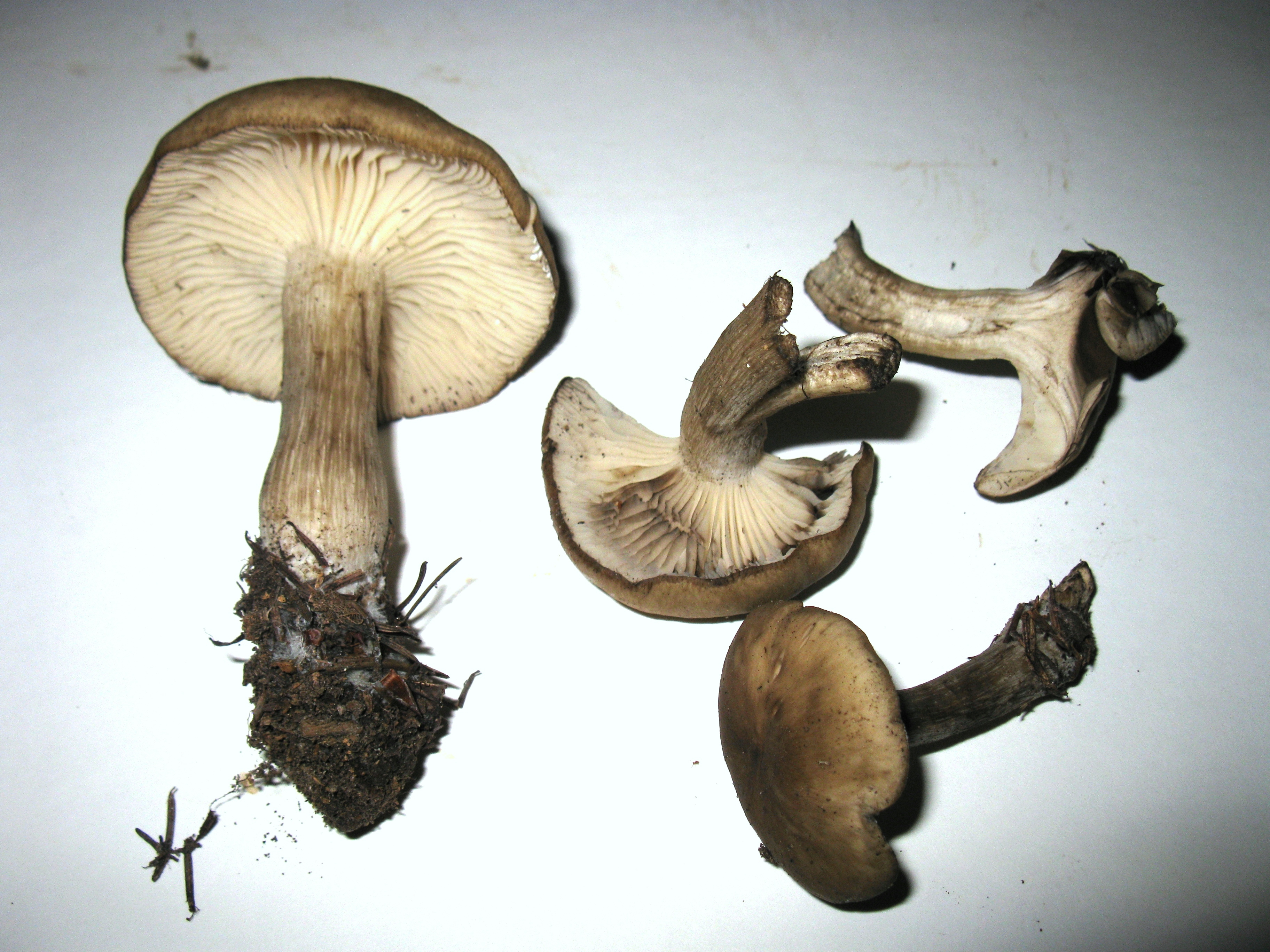
Rautensporiger Rasling Lyophyllum deliberatum
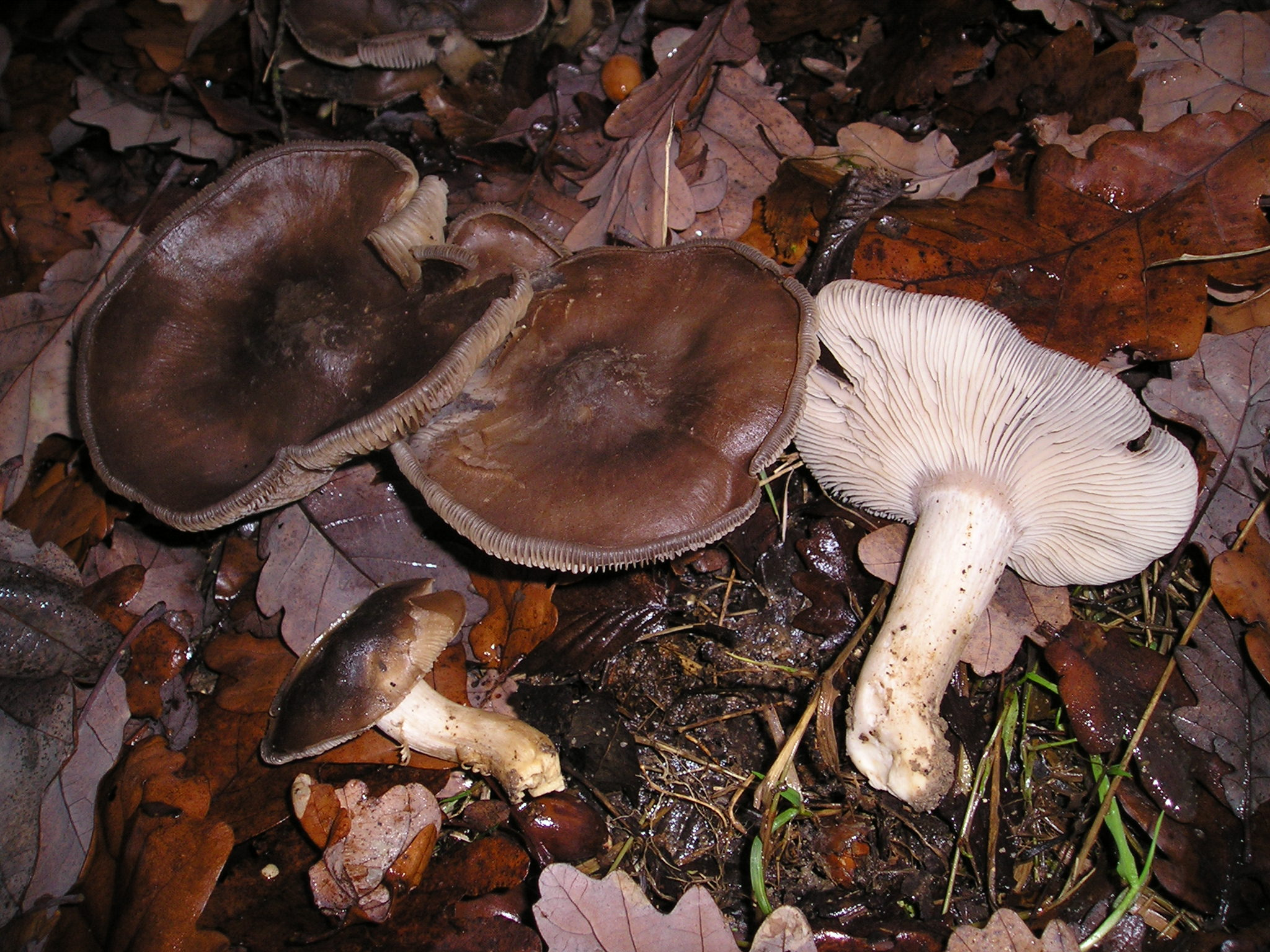
Frost-Rasling Lyophyllum fumosum
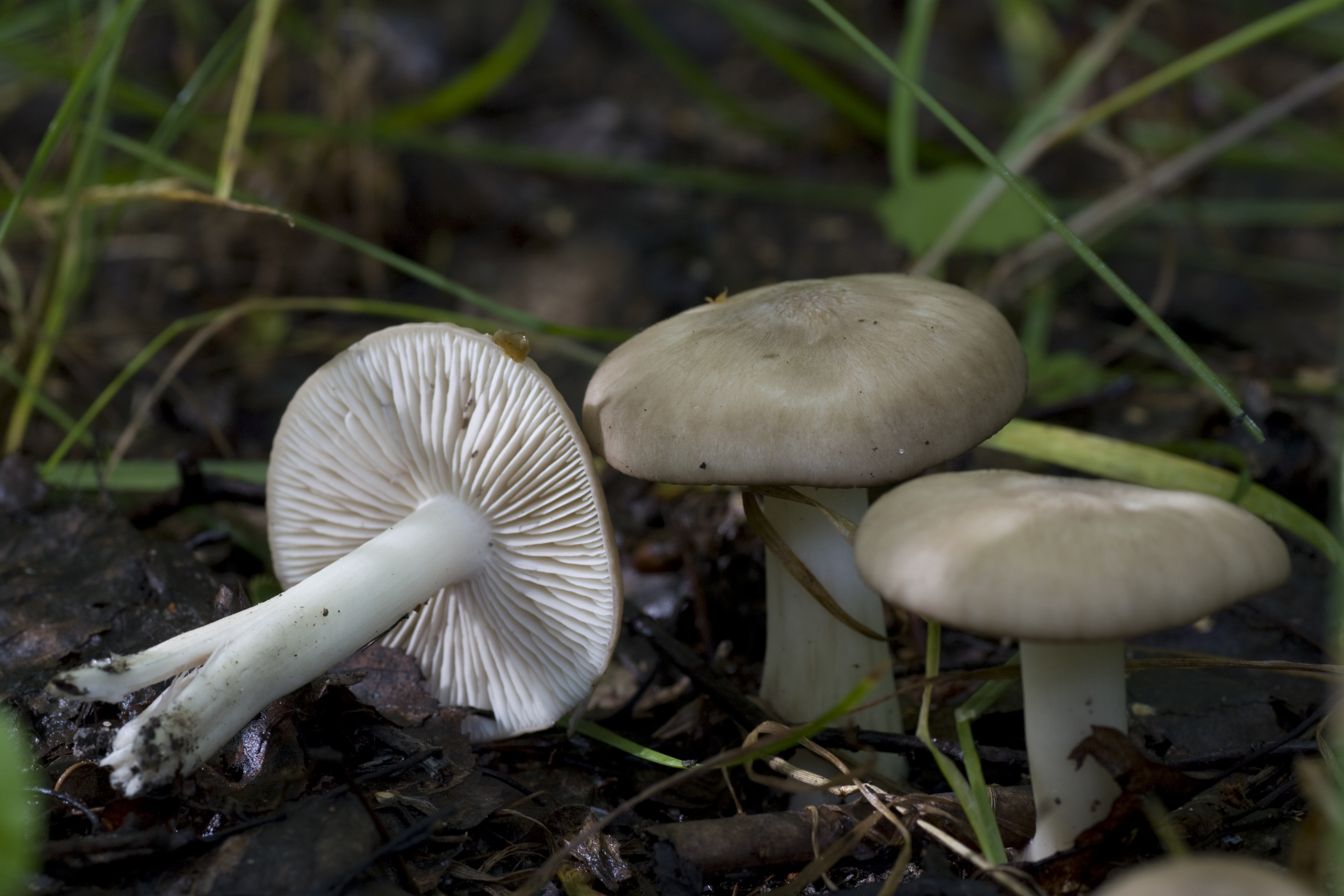
Lehmfarbener Rasling Lyophyllum paelochroum
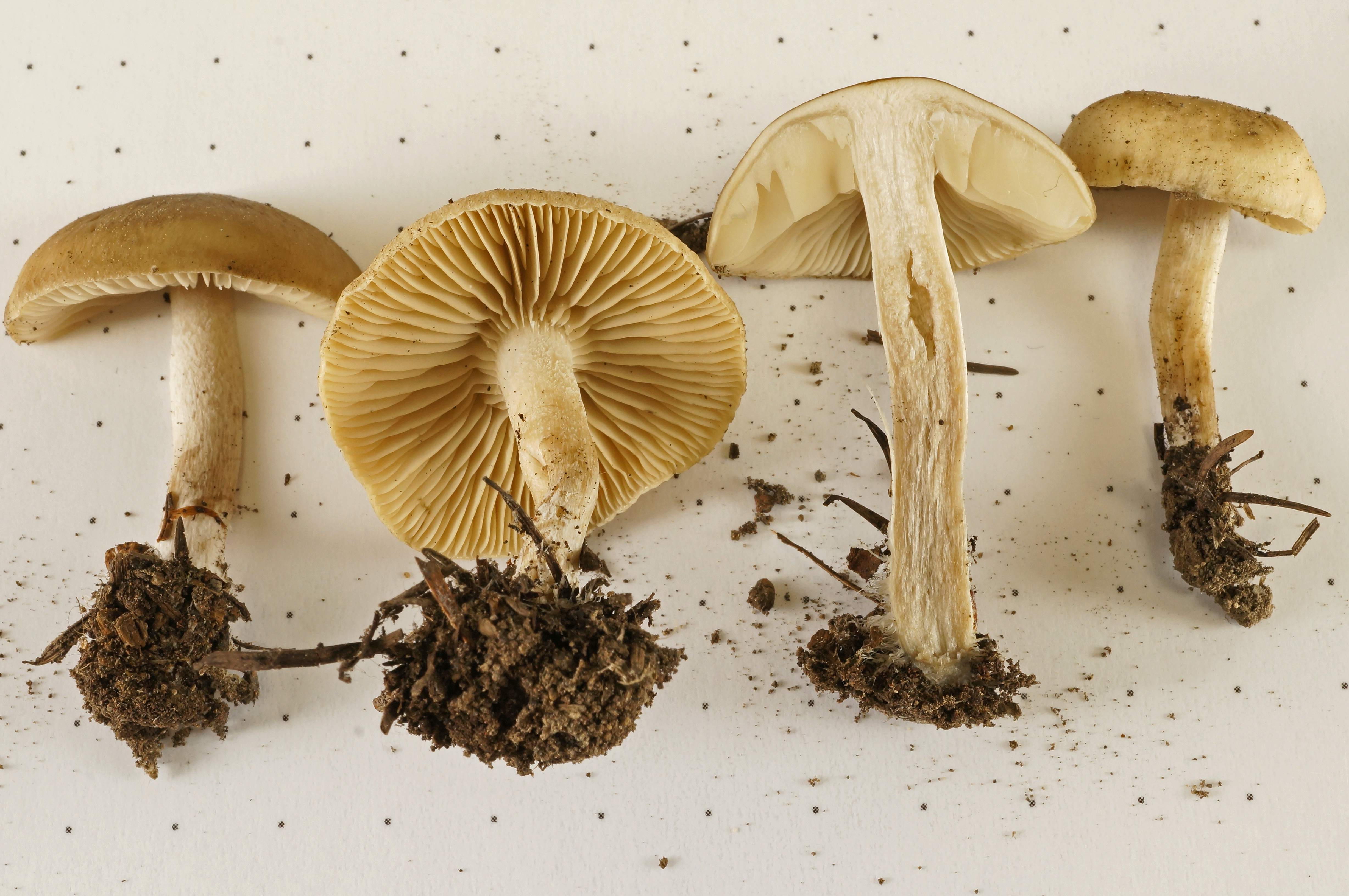
Spindelsporiger Rasling oder Schwärzling Lyophyllum semitale

Die Raslinge im engeren Sinn umfassen in Europa rund 40 Arten und Varietäten, die ausgegliederten Graublätter beinhalten etwa 30 europäische Taxa.
| Raslinge (Lyophyllum) in Europa |                              |                                                |
| \| Deutscher Name \| Wissenschaftlicher Name \| Autorenzitat \| \| ---------------------------------------- \| ---------------------------- \| ---------------------------------------------- \| \| Gilbender Rasling \| Lyophyllum aemiliae \| Consiglio 1998 \| \| Bitterlicher Rasling \| Lyophyllum amariusculum \| Clémençon 1982 \| \| \| Lyophyllum amygdalosporum \| Kalamees 1986 \| \| \| Lyophyllum bonii \| Contu 1996 \| \| Fleischbräunlicher Rasling \| Lyophyllum boreale \| (Fries 1838) Papetti 1989 \| \| Ockerblättriger Rasling \| Lyophyllum brunneoochrascens \| E. Ludwig 2001 \| \| \| Lyophyllum brunneum \| Dähncke, Contu & Vizzini 2010 \| \| Mediterraner Rasling \| Lyophyllum buxeum \| (Maire 1930) Singer 1943 \| \| Dickblättriger Rasling \| Lyophyllum caerulescens \| Clémençon 1982 \| \| \| Lyophyllum cistophilum \| Vila & Llimona 2006 \| \| Kegelhütiger Rasling \| Lyophyllum conocephalum \| (P. Karsten 1889) Clémençon 1981 \| \| \| Lyophyllum crassipodium \| Malençon & Bertault 1975 ex Contu 1998 \| \| Brauner Büschel-Rasling \| Lyophyllum decastes \| (Fries 1818 : Fries 1821) Singer 1951 ('1949') \| \| Rautensporiger Rasling \| Lyophyllum deliberatum \| (Britzelmayr 1883) Kreisel 1984 \| \| Eukalyptus-Rasling \| Lyophyllum eucalypticum \| (A. Pearson 1950) M.M. Moser 1986 \| \| Dunkelblättriger Rasling \| Lyophyllum eustygium \| (Cooke 1890) Clémençon 1982 \| \| Frost-Rasling \| Lyophyllum fumosum \| (Persoon 1801 : Fries 1821) P.D. Orton 1960 \| \| Fälblings-Rasling \| Lyophyllum hebelomoides \| (Ew. Gerhardt 1982) E. Ludwig 2001 \| \| Schmieriger Rasling \| Lyophyllum helvella \| (Boudier 1877) Clémençon 1983 \| \| Schmutziger Rasling \| Lyophyllum hypoxanthum \| Josserand & Riousset 1975 ('1974') \| \| \| Lyophyllum infidum \| Dähncke, Contu & Vizzini 2010 \| \| Mausgrauer Rasling \| Lyophyllum konradianum \| (Maire 1945) Kühner & Romagnesi 1953 \| \| Lanzonis Rasling \| Lyophyllum lanzonii \| Candusso 1995 \| \| Gerberei-Rasling \| Lyophyllum leucophaeatum \| (P. Karsten 1868) P. Karsten 1881 \| \| Sardinischer Rasling \| Lyophyllum littorale \| (Ballero & Contu 1990) Contu 1998 \| \| Gepanzerter Rasling \| Lyophyllum loricatum \| (Fries 1838) Kühner 1938 ex Kalamees 1994 \| \| Hygrophaner Rasling \| Lyophyllum maas-geesterani \| Clémençon & Winterhoff 1992 \| \| Großsporiger Rasling \| Lyophyllum macrosporum \| Singer 1943 \| \| \| Lyophyllum maleolens \| M. Melis & Contu 2001 ('2000') \| \| Ockerbrauner Rasling \| Lyophyllum ochraceobrunneum \| (Métrod 1959 ex) Consiglio & Contu 2001 \| \| Lehmfarbener Rasling \| Lyophyllum paelochroum \| Clémençon 1982 \| \| \| Lyophyllum phaeophyllum \| Vila & Llimona 2006 \| \| \| Lyophyllum piperatum \| (A.H. Smith 1944) Harmaja 1979 \| \| \| Lyophyllum pseudoloricatum \| Dähncke, Contu & Vizzini 2010 \| \| Dickstieliger Schwärz-Rasling \| Lyophyllum pseudosinuatum \| Consiglio, Contu & Saar 2004 \| \| Scheunenstaub-Rasling \| Lyophyllum pulvis-horrei \| E. Ludwig & Koeck 2001 \| \| Derbknolliger Rasling \| Lyophyllum rhopalopodium \| Clémençon 1982 \| \| \| Lyophyllum rosae-mariae \| Contu & Vizzini 2010 \| \| Spindelsporiger Rasling oder Schwärzling \| Lyophyllum semitale \| (Fries 1821 : Fries 1821) Kühner 1938 \| \| \| Lyophyllum subeustygium \| Fernández Sas., Pérez-De-Gregorio & Contu 2004 \| \| \| Lyophyllum subglobisporum \| Consiglio & Contu 2001 \| \| Dunkler Rasling \| Lyophyllum tenebrosum \| Clémençon 1982 \| \| Blauender oder Dreiecksporiger Rasling \| Lyophyllum transforme \| (Saccardo 1895) Singer 1943 \| |                              |                                                |
| Deutscher Name | Wissenschaftlicher Name      | Autorenzitat                                   |
| Gilbender Rasling | Lyophyllum aemiliae          | Consiglio 1998                                 |
| Bitterlicher Rasling | Lyophyllum amariusculum      | Clémençon 1982                                 |
| | Lyophyllum amygdalosporum    | Kalamees 1986                                  |
| | Lyophyllum bonii             | Contu 1996                                     |
| Fleischbräunlicher Rasling | Lyophyllum boreale           | (Fries 1838) Papetti 1989                      |
| Ockerblättriger Rasling | Lyophyllum brunneoochrascens | E. Ludwig 2001                                 |
| | Lyophyllum brunneum          | Dähncke, Contu & Vizzini 2010                  |
| Mediterraner Rasling | Lyophyllum buxeum            | (Maire 1930) Singer 1943                       |
| Dickblättriger Rasling | Lyophyllum caerulescens      | Clémençon 1982                                 |
| | Lyophyllum cistophilum       | Vila & Llimona 2006                            |
| Kegelhütiger Rasling | Lyophyllum conocephalum      | (P. Karsten 1889) Clémençon 1981               |
| | Lyophyllum crassipodium      | Malençon & Bertault 1975 ex Contu 1998         |
| Brauner Büschel-Rasling | Lyophyllum decastes          | (Fries 1818 : Fries 1821) Singer 1951 ('1949') |
| Rautensporiger Rasling | Lyophyllum deliberatum       | (Britzelmayr 1883) Kreisel 1984                |
| Eukalyptus-Rasling | Lyophyllum eucalypticum      | (A. Pearson 1950) M.M. Moser 1986              |
| Dunkelblättriger Rasling | Lyophyllum eustygium         | (Cooke 1890) Clémençon 1982                    |
| Frost-Rasling | Lyophyllum fumosum           | (Persoon 1801 : Fries 1821) P.D. Orton 1960    |
| Fälblings-Rasling | Lyophyllum hebelomoides      | (Ew. Gerhardt 1982) E. Ludwig 2001             |
| Schmieriger Rasling | Lyophyllum helvella          | (Boudier 1877) Clémençon 1983                  |
| Schmutziger Rasling | Lyophyllum hypoxanthum       | Josserand & Riousset 1975 ('1974')             |
| | Lyophyllum infidum           | Dähncke, Contu & Vizzini 2010                  |
| Mausgrauer Rasling | Lyophyllum konradianum       | (Maire 1945) Kühner & Romagnesi 1953           |
| Lanzonis Rasling | Lyophyllum lanzonii          | Candusso 1995                                  |
| Gerberei-Rasling | Lyophyllum leucophaeatum     | (P. Karsten 1868) P. Karsten 1881              |
| Sardinischer Rasling | Lyophyllum littorale         | (Ballero & Contu 1990) Contu 1998              |
| Gepanzerter Rasling | Lyophyllum loricatum         | (Fries 1838) Kühner 1938 ex Kalamees 1994      |
| Hygrophaner Rasling | Lyophyllum maas-geesterani   | Clémençon & Winterhoff 1992                    |
| Großsporiger Rasling | Lyophyllum macrosporum       | Singer 1943                                    |
| | Lyophyllum maleolens         | M. Melis & Contu 2001 ('2000')                 |
| Ockerbrauner Rasling | Lyophyllum ochraceobrunneum  | (Métrod 1959 ex) Consiglio & Contu 2001        |
| Lehmfarbener Rasling | Lyophyllum paelochroum       | Clémençon 1982                                 |
| | Lyophyllum phaeophyllum      | Vila & Llimona 2006                            |
| | Lyophyllum piperatum         | (A.H. Smith 1944) Harmaja 1979                 |
| | Lyophyllum pseudoloricatum   | Dähncke, Contu & Vizzini 2010                  |
| Dickstieliger Schwärz-Rasling | Lyophyllum pseudosinuatum    | Consiglio, Contu & Saar 2004                   |
| Scheunenstaub-Rasling | Lyophyllum pulvis-horrei     | E. Ludwig & Koeck 2001                         |
| Derbknolliger Rasling | Lyophyllum rhopalopodium     | Clémençon 1982                                 |
| | Lyophyllum rosae-mariae      | Contu & Vizzini 2010                           |
| Spindelsporiger Rasling oder Schwärzling | Lyophyllum semitale          | (Fries 1821 : Fries 1821) Kühner 1938          |
| | Lyophyllum subeustygium      | Fernández Sas., Pérez-De-Gregorio & Contu 2004 |
| | Lyophyllum subglobisporum    | Consiglio & Contu 2001                         |
| Dunkler Rasling | Lyophyllum tenebrosum        | Clémençon 1982                                 |
| Blauender oder Dreiecksporiger Rasling | Lyophyllum transforme        | (Saccardo 1895) Singer 1943                    |

| Graublätter (Tephrocybe) in Europa |                                        |                                                             |
| \| Deutscher Name \| Wissenschaftlicher Name \| Autorenzitat \| \| ----------------------------------------- \| -------------------------------------- \| ----------------------------------------------------------- \| \| Warzigsporiges Brandstellen-Graublatt \| Tephrocybe ambusta \| (Fries 1821 : Fries 1821) Donk 1962 \| \| Kohlen-Graublatt \| Tephrocybe anthracophila \| (Lasch 1829) P.D. Orton 1969 \| \| Ellipsoidsporiges Kohlen-Graublatt \| Tephrocybe atrata \| (Fries 1818 : Fries 1821) Donk 1962 \| \| Kleinsporiges Mehl-Graublatt \| Tephrocybe baeosperma \| (Romagnesi 1954) M.M. Moser 1978 \| \| Ungebuckeltes Graublatt \| Tephrocybe bresadolana \| (E. Ludwig 2001) comb. prov. \| \| Breitgerieftes Graublatt \| Tephrocybe cessans \| (P. Karsten 1879) M.M. Moser 1967 \| \| Dickstieliges Graublatt \| Tephrocybe confusa \| (P.D. Orton 1960) P.D. Orton 1969 \| \| Flachstieliges Graublatt \| Tephrocybe coracina \| (Fries 1838) M.M. Moser 1967 \| \| Faserstieliges Graublatt \| Tephrocybe fibrosipes \| Métrod 1959 ex Bon 1993 \| \| Spindelsporiges Graublatt \| Tephrocybe fusispora \| (Hora 1960) M.M. Moser 1967 \| \| Wiesen-Graublatt \| Tephrocybe graminicola \| Bon 1976 \| \| Gabelblättriges Graublatt \| Tephrocybe interfurcata \| (E. Ludwig 2001) comb. prov. \| \| Kleinsporiges Graublatt \| Tephrocybe mephitica \| (Fries 1838) M.M. Moser 1967 \| \| Braunes Graublatt \| Tephrocybe murina \| (Batsch 1783 : Fries 1821) M.M. Moser 1967 \| \| Wohlriechendes Zedern-Graublatt \| Tephrocybe mutabilis \| J. Favre 1960 ex M.M. Moser 1967 \| \| Helmlings-Graublatt \| Tephrocybe mycenoides \| Métrod 1959 ex Bon & Grilli 1994 \| \| Starkriechendes Graublatt \| Tephrocybe osmophora \| (E.-J. Gilbert 1935) Bon 1998 \| \| Stumpfbuckel-Graublatt \| Tephrocybe ozes \| (Fries 1838) Bon 1995 \| \| Sumpf-Graublatt \| Tephrocybe palustris \| (Peck 1872) Donk 1962 \| \| Halbkugeliges Graublatt \| Tephrocybe parabolica \| (Métrod 1959) comb. prov. \| \| Winter-Graublatt \| Tephrocybe platypus \| (Kühner 1954) M.M. Moser 1967 \| \| Dickfleischiges oder Stinkendes Graublatt \| Tephrocybe putida \| (P. Karsten 1879) M.M. Moser 1967 \| \| Wurzel-Graublatt \| Tephrocybe rancida \| (Fries 1821 : Fries 1821) Donk 1962 \| \| Graublasses Graublatt \| Tephrocybe rancida var. griseocaerulea \| Bon 1999 \| \| Nabelings-Graublatt \| Tephrocybe scobis \| (Métrod 1959 ex Contu 2001) P.A. Moreau & Courtecuisse 2008 \| \| Starkgerieftes Graublatt \| Tephrocybe striipilea \| (Fries 1861) Donk 1962 \| \| Filziges Graublatt \| Tephrocybe tomentella \| (E. Ludwig & V. Kummer 2001) comb. prov. \| |                                        |                                                             |
| Deutscher Name | Wissenschaftlicher Name                | Autorenzitat                                                |
| Warzigsporiges Brandstellen-Graublatt | Tephrocybe ambusta                     | (Fries 1821 : Fries 1821) Donk 1962                         |
| Kohlen-Graublatt | Tephrocybe anthracophila               | (Lasch 1829) P.D. Orton 1969                                |
| Ellipsoidsporiges Kohlen-Graublatt | Tephrocybe atrata                      | (Fries 1818 : Fries 1821) Donk 1962                         |
| Kleinsporiges Mehl-Graublatt | Tephrocybe baeosperma                  | (Romagnesi 1954) M.M. Moser 1978                            |
| Ungebuckeltes Graublatt | Tephrocybe bresadolana                 | (E. Ludwig 2001) comb. prov.                                |
| Breitgerieftes Graublatt | Tephrocybe cessans                     | (P. Karsten 1879) M.M. Moser 1967                           |
| Dickstieliges Graublatt | Tephrocybe confusa                     | (P.D. Orton 1960) P.D. Orton 1969                           |
| Flachstieliges Graublatt | Tephrocybe coracina                    | (Fries 1838) M.M. Moser 1967                                |
| Faserstieliges Graublatt | Tephrocybe fibrosipes                  | Métrod 1959 ex Bon 1993                                     |
| Spindelsporiges Graublatt | Tephrocybe fusispora                   | (Hora 1960) M.M. Moser 1967                                 |
| Wiesen-Graublatt | Tephrocybe graminicola                 | Bon 1976                                                    |
| Gabelblättriges Graublatt | Tephrocybe interfurcata                | (E. Ludwig 2001) comb. prov.                                |
| Kleinsporiges Graublatt | Tephrocybe mephitica                   | (Fries 1838) M.M. Moser 1967                                |
| Braunes Graublatt | Tephrocybe murina                      | (Batsch 1783 : Fries 1821) M.M. Moser 1967                  |
| Wohlriechendes Zedern-Graublatt | Tephrocybe mutabilis                   | J. Favre 1960 ex M.M. Moser 1967                            |
| Helmlings-Graublatt | Tephrocybe mycenoides                  | Métrod 1959 ex Bon & Grilli 1994                            |
| Starkriechendes Graublatt | Tephrocybe osmophora                   | (E.-J. Gilbert 1935) Bon 1998                               |
| Stumpfbuckel-Graublatt | Tephrocybe ozes                        | (Fries 1838) Bon 1995                                       |
| Sumpf-Graublatt | Tephrocybe palustris                   | (Peck 1872) Donk 1962                                       |
| Halbkugeliges Graublatt | Tephrocybe parabolica                  | (Métrod 1959) comb. prov.                                   |
| Winter-Graublatt | Tephrocybe platypus                    | (Kühner 1954) M.M. Moser 1967                               |
| Dickfleischiges oder Stinkendes Graublatt | Tephrocybe putida                      | (P. Karsten 1879) M.M. Moser 1967                           |
| Wurzel-Graublatt | Tephrocybe rancida                     | (Fries 1821 : Fries 1821) Donk 1962                         |
| Graublasses Graublatt | Tephrocybe rancida var. griseocaerulea | Bon 1999                                                    |
| Nabelings-Graublatt | Tephrocybe scobis                      | (Métrod 1959 ex Contu 2001) P.A. Moreau & Courtecuisse 2008 |
| Starkgerieftes Graublatt | Tephrocybe striipilea                  | (Fries 1861) Donk 1962                                      |
| Filziges Graublatt | Tephrocybe tomentella                  | (E. Ludwig & V. Kummer 2001) comb. prov.                    |

- Dickblättriger Rasling
Lyophyllum caerulescens
- Rautensporiger Rasling
Lyophyllum deliberatum
- Frost-Rasling
Lyophyllum fumosum
- Lehmfarbener Rasling
Lyophyllum paelochroum
- Spindelsporiger Rasling oder Schwärzling
Lyophyllum semitale

## Taxonomie
Auf der Grundlage phylogenetischer Untersuchungen wurden einige ehemals zu Lyophyllum oder Tephrocybe gezählten Arten ausgegliedert und in neue Gattungen gestellt. Darunter Leucocybe (z. B. Weißer Rasling, Leucocybe connata), Myochromella (z. B. Geruchloses Graublatt, Myochromella inolens) und Sagaranella (z. B. Höckersporiges Graublatt, Sagaranella gibberosa).